# Państwo Gołowlewowie
Państwo Gołowlewowie (ros. Господа Головлëвы) – powieść Michaiła Sałtykowa-Szczedrina, napisana w latach 1875–1880. Utwór zawiera pięć rozdziałów i pierwotnie był publikowany jako cykl opowiadań, drukowanych w czasopiśmie „Otieczestwiennyje zapiski” w latach 1875–1876. W 1876 r. Sałtykow-Szczedrin postanowił napisać powieść, połączył wydrukowane wcześniej opowiadania i dopisał jeszcze dwa rozdziały.
Powieść opowiada historię rodziny Gołowlewów, żyjącej na rosyjskiej prowincji drugiej połowy XIX w. Głową rodziny jest teoretycznie Władimir Michajłowicz Gołowlew, lecz ponieważ odznacza się on nadzwyczajnym lenistwem i zupełnym brakiem zdolności do zarządzania swoimi dobrami, wszystkim faktycznie kieruje jego żona, Arina Pietrowna. Kobieta rządzi rodzinnymi włościami twardą ręką, jest skąpa, a od rodziny wymaga całkowitego posłuszeństwa. Małżonkowie posiadają czworo dzieci- Stiepana, Annę, Pawła i Porfirego. To właśnie Porfiry Władimirowicz Gołowlew, zwany przez rodzinę Judaszkiem lub Krwiopijcą jest głównym bohaterem powieści. Ulubieniec matki, zawsze znajdował okazję, żeby się jej podlizać. Porfiry jest obłudnikiem, skrywającym swoje wyrachowanie pod maską łagodności i fałszywej pobożności. Postać Judaszka jest wzorowana na Tartuffe ze Świętoszka Moliera.
Z czasem Judaszkowi udało mu się doprowadzić do wydziedziczenia przez nią starszego brata Stiepana, hulaki i awanturnika, a po śmierci ojca namówił Arinę Pietrownę, aby podzieliła majątek między niego i jego brata Pawła, przeznaczając Judaszkowi atrakcyjniejszą część. Porfiry pojawia się także w momencie śmierci chorego Pawła, aby przekonać go, by zostawił mu w spadku swoją część dóbr i praktycznie odebiera majątek własnej matce i dwóm jej wnuczkom, swoim siostrzenicom Annince i Lubońce.
Podobnie okrutnie jak rodzeństwo Porfiry Władimirowicz traktuje swoją żonę i dwóch synów. Jeden z nich popełnia samobójstwo, bo ojciec nie pozwolił mu ożenić się z ukochaną kobietą, a drugi umiera w więzieniu, bo Porfiry odmówił zapłacenia za niego długu karcianego. Po śmierci żony, synów i matki Porfiry coraz bardziej zamyka się w swoim domu, staje się coraz bardziej podejrzliwy i skąpy. Jego jedyną towarzyszką jest ekonomka Jewpriaksiejuszka, z którą ma syna. Nowonarodzone dziecko Judaszek oddaje do przytułku, czym wywołuje nienawiść Jewpriaksiejuszki i staje się zupełnie samotny. Pod koniec życia z Porfirym Władimirowiczem zamieszkuje jego siostrzenica Anninka. Jej życie także ułożyło się nieszczęśliwie, przez pewien czas była aktorką, lecz potem zaczęła ciężko chorować, a jej siostra popełniła samobójstwo. Porfiry i Anninka spędzają czas na wzajemnych zarzutach i użalaniu się nad sobą, zaczynają rozumieć, że zmarnowali swoje życie, a jest już za późno, by cokolwiek naprawić. Wielkanocnego ranka Porfiry udaje się pieszo do cerkwi i zamarza po drodze.